# Abdellatif Beggar
Abdellatif Beggar (en arabe : عبد اللطيف بكار), né en 1953 à Casablanca et mort le 16 mai 2003 dans les attentats de Casablanca, est un footballeur international marocain qui évoluait au poste de milieu offensif au Raja Club Athletic. Il est notamment célèbre pour avoir offert la Coupe du trône au Raja CA en 1977 et 1982 en inscrivant les buts victorieux en finale.
En 1965, il rejoint le centre de formation du Raja CA et arrive en équipe première en 1973 avec qui il remporte la Coupe du trône 1974. En 1975, il est prêté au Moghreb de Tétouan où il est le meilleur buteur de l'équipe. Il revient à son équipe un an après où il s'impose réellement et inscrit les buts victorieux qui offrent au Raja la Coupe du trône en 1977 et 1982. Après une finale de coupe perdue, il rejoint le Wydad AC en 1983 où il remporte Championnat en 1986. La même année, il revient au Raja où il joue une saison et met fin à sa carrière.
Avec les Lions de l'Atlas, il évolue avec les juniors et les espoirs avant de d'intégrer l'équipe nationale A en 1979 sous la houlette de Guy Cluseau. En 1980, il remporte avec la sélection nationale le Tournoi de Merdeka organisé en Malaisie en battant les hôtes en finale (2-1).Beggar inscrit notamment un triplé contre la Nouvelle-Zélande en phase de groupe le 26 octobre. Malgré ses prestations historiques avec le Raja et sa grande popularité chez le public marocain, les participations du joueur avec l'équipe nationale sont très en dessous des attentes.
Le 16 mai 2003, il est tué lors de l'explosion du restaurant Casa de España par des terroristes du groupe extrémiste Salafia Jihadia, lors des attentats de Casablanca du 16 mai 2003 qui ont fait un total de 33 morts.

## Biographie

### En club

#### Jeunesse et formation
Né en 1953 à Casablanca, Abdellatif Beggar commence le football dans son quartier avant d'intégrer en 1962, le centre de formation du Raja Club Athletic à l'âge de 9 ans sous l'encadrement d'un personnage emblématique de l'histoire du club; Abdelkader Jalal.
Il commence son parcours footballistique au poste de défenseur central mais se convertit au fil du temps en meneur de jeu. Il grandit alors avec plusieurs joueurs reconnus tels que M'hamed Fakhir, Abdelmajid Magri et Bachir Seqay.

#### Débuts et prêt (1973-1976)
En 1973, il monte en équipe première et assiste du banc de touche à la victoire du Raja en finale de la Coupe du trône 1974, premier titre de l'histoire du club. Cependant, il ne réussit pas à s'imposer au milieu d'un effectif très fourni dans l'entrejeu, à l'image de Mustapha Petchou, Mohamed Bénini, Hamza et Mustapha Safoui.
Il donc prêté en 1975 au Moghreb de Tétouan qui venait de monter en première division un an plus tôt. Meilleur buteur de l'équipe, il leur permet d'éviter de justesse la relégation.

#### But glorieux (1976-1978)
A son retour de prêt, il profite du départ de quelques piliers comme Petchou et Bénini, et s'impose comme un élément essentiel. Il forme une triplette de haute volée au milieu de terrain avec son ami d'enfance Abderrazak Dghay et Jawad Chennaoui.
Le 17 juillet 1977 au Stade Belvédère, le Raja CA fait face au Difaâ d'El Jadida en finale de la Coupe du trône après avoir battu le Mouloudia d'Oujda en demi-finale. Au terme d'une rencontre tendue qui va aux prolongations, Abdellatif Beggar inscrit le penalty victorieux à la 118e minute et permet aux Verts de s'adjuger la compétition pour la seconde fois de leur histoire.
Lors de la saison suivante, le départ de quelques grands noms tels que P'tit Omar et Houmane Jarir provoque une grande méforme collective qui mène le Raja à une 10e place en championnat et une élimination dès les seizièmes de finale en Coupe du trône,.

#### Transfert en Arabie saoudite (1978-1979)
En 1978, il s'envole en Arabie Saoudite pour signer à Al Wehda Club. L'édition 1978-1979 est la première du championnat saoudien où les joueurs étrangers ont le droit d'y participer. L'équipe de Beggar frôle la relégation et termine en 8e position du classement.

#### Retour au Raja CA (1979-1983)
Après une saison, il revient au Raja CA en 1979. Au terme de cette saison, les Verts finissent en 8e place du championnat et sont éliminés des quarts de finale de la Coupe du trône face au Fath Union Sport (0-0; 2-1).
En 1980-1981, l'équipe finit troisième du championnat, puis cinquième en 1981-1982, toutefois, les Verts ne sortent pas les mains vides cette saison.
Le 14 mars 1982 au Stade Roches Noires à Casablanca, le Raja arrive au bout d'un parcours sans faute en Coupe du trône, dont une correction en demi-finale contre le Chabab Mohammédia (4-0), en s'opposant à la Renaissance de Kénitra en finale. Et comme en 1977, c'est Abdellatif Beggar qui marque le but de la victoire à la 61e minute.
Au terme de la saison 1982-1983, le Raja finit encore 5e du championnat, et atteint pour la deuxième fois de suite la finale de la Coupe du trône. Le 21 août 1983, les coéquipiers de Beggar perdent la finale contre l'Olympique de Casablanca aux tirs au but (4-5), après un score nul (1-1).

#### Passage au Wydad AC (1983-1986)
Après le titre perdu, Beggar s'engage chez le Wydad Athletic Club, l'éternel rival du Raja CA.
Le 21 janvier 1984, Abdellatif Beggar inscrit un doublé face à son équipe de cœur lors du Derby de Casablanca au titre de la 12e journée du championnat (2-2).
Au terme de trois saisons, il remporte le championnat du Maroc en 1985-1986, grâce à deux points d'avance sur le Raja CA.

#### Fin de carrière au Raja CA (1986-1987)
À l'aube de la saison 1986-1987, il revient au Raja où il souhaite achever sa carrière. Le club termine la saison 1986-1987 en 5e position des play-offs après avoir fini troisième de son groupe.
En fin de saison, Abdellatif Beggar raccroche les crampons à l'âge de 34 ans.

### En sélection
Il évolue avec la sélection juniors et avec celle des espoirs avant de d'intégrer l'équipe nationale A en 1979 sous la houlette de Guy Cluseau.
En 1980, Abdellatif Beggar dispute avec les Lions de l'Atlas le Tournoi de Merdeka, tournoi amical organisé (annuellement à cette époque) à Kuala Lumpur pour commémorer l'indépendance de la Malaisie. Sous la forme d'un groupe unique, le Maroc perd contre la Malaisie (2-0), fait match nul contre la Birmanie (2-2) et la Corée du Sud (1-1), et s'impose face à la Thaïlande (2-1), la Nouvelle-Zélande (3-0 grâce à un triplé de Abdellatif Beggar), le Koweït (3-0) et l'Indonésie (2-0).
Le 2 novembre 1980 au Stadium Merdeka, la sélection marocaine bat la Malaisie en finale de la compétition sur le score de 2-1.

### Carrière d'entraîneur et d'encadrant
Lors de la saison 1989-1990, il effectue sa première et seule expérience en tant qu’entraîneur en secondant Houmane Jarir, alors entraîneur de l'équipe espoirs du Raja, et remporte le championnat national espoirs.
Après cette courte expérience, Abdellatif Beggar préfère travailler dans l'encadrement et passera le reste de sa vie au centre de formation du Raja. Fervent formateur, il a été à l’origine de l’émergence de nombreux talents qui joueront en équipe première.
Le 26 janvier 1994 au Stade Mohamed V, le club organise un jubilé à son honneur et invite le Sporting Farense, où jouait le Rajaoui Redouane Hajry, pour un match de gala. Le Raja s'impose sur le score de 3-2.

## Mort tragique
Durant la nuit du 16 mai 2003, Abdellatif Beggar dînait au restaurant Casa de España avec des proches pour résoudre quelques problèmes familiaux. Plus tard dans la soirée, douze terroristes attaquèrent le centre-ville de Casablanca en portant des grenades et des explosifs.
Certains étaient armés de couteaux, et poignardèrent un vigile du restaurant. Ils pénétrèrent alors dans l'établissement et se firent exploser, tuant Beggar ainsi que 19 autres personnes. Il devait retrouver ses enfants en fin de soirée.
Les attentats du 16 mai 2003 ont fait un total de 33 morts (dont quatre Espagnols, trois Français et un Italien) ou 45 si on inclut les terrorises,,.

## Palmarès

### En sélection
Équipe du Maroc (1)
- Tournoi de Merdeka
  - Vainqueur en 1980.

### En club
Raja Club Athletic
- Coupe du Trône (3)
  - Vainqueur: 1974, 1977, 1982.
  - Finaliste en 1983.

- Championnat du Maroc
  - Vice-champion en 1974.

 Wydad Athletic Club
- Championnat du Maroc (1)
  - Champion en 1986.